# Eva Herzigová
Eva Herzigová (nascuda el 10 de març de 1973 a Litvínov, llavors a Txecoslovàquia, actualment a la República Txeca), és una model txeca.

## Carrera
Va començar la seva carrera de model després de guanyar un concurs de bellesa a Praga a l'edat de 16 anys, el 1989. Es va mudar a París i es va convertir en una supermodel molt popular. La seva primera aparició important va ser la campanya Senyoreta Wonderbra en els anys 1990. També va aparèixer en la campanya de texans de la marca Guess ?.
Va aparèixer en el catàleg de la casa Victoria's Secret i a la revista Sports Illustrated.
Es va casar amb Tico Torres, bateria de Bon Jovi, el setembre de 1996, però es van divorciar el juny de 1998. Des del 2000 se l'ha lligat sentimentalment amb el president de la companyia discogràfica Maverick Records, Guy Oseary.
Ha actuat en algunes pel·lícules, i va posar nua per a la revista Playboy l'agost del 2004. El 2006 va fer de Venus a la cerimònia d'obertura dels Jocs Olímpics d'Hivern de 2006 a Torí.

## Filmografia
| Títol                                        | Any  | Rol                  | Notes                          |
| -------------------------------------------- | ---- | -------------------- | ------------------------------ |
| The Picture of Dorian Gray                   | 2005 |                      |                                |
| Eva - short by Gaspar Noe                    | 2005 | Eva Herzigová        |                                |
| Modigliani                                   | 2004 | Olga Khokhlova       |                                |
| Just for the Time Being                      | 2000 | Christine            |                                |
| L'amico del cuore                            | 1998 | Frida Seta           |                                |
| Els àngels de la guarda (Les Anges gardiens) | 1995 | Tchouk Tchouk Nougat |                                |
| Inferno                                      | 1992 |                      | Pel·lícula emesa en televisió. |